# 拉姆库尔 (孚日省)
拉姆库尔（法語：Ramecourt，法語發音：[ʁamkuʁ] ⓘ）是法国大東部大區孚日省的一个市镇，位于该省中西部，属于讷沙托区。

## 地理
拉姆库尔（48°18'39"N, 6°6'1"E）面积3.26 平方千米，位于法国大東部大區孚日省，该省份为法国东北部内陆省份，北起默兹省和默尔特-摩泽尔省，西接上马恩省，南至上索恩省和贝尔福地区省，东临上莱茵省和下莱茵省。
与拉姆库尔接壤的市镇（或旧市镇、城区）包括：栋瓦利耶、米尔库、普赛、皮济约。

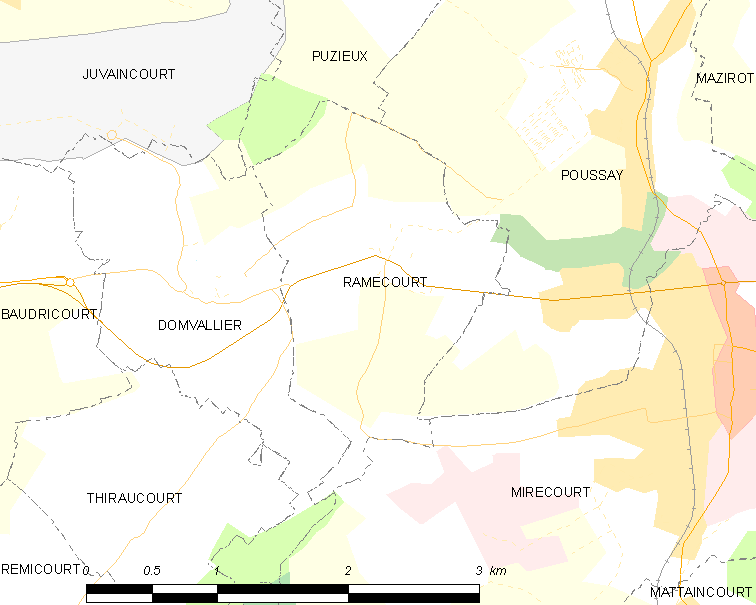
的OSM定位图

拉姆库尔的时区为UTC+01:00、UTC+02:00（夏令时）。

## 行政
拉姆库尔的邮政编码为88500，INSEE市镇编码为88368。

## 政治
拉姆库尔所属的省级选区为米尔库尔县。

## 人口

1962-2008年间人口变化图示

拉姆库尔于2022年1月1日时的人口数量为148人。